# Bratz
Bratz é uma franquia de bonecas estadunidense desenvolvida pela MGA Entertainment. Quatro bonecas de, aproximadamente, 25 cm, foram lançadas em maio de 2001, como as Bratz originais:  Yasmin, Cloe, Jade e Sasha. Em 2002, uma nova boneca, Meygan, foi adicionada como a 5º Bratz oficial, mas em 2003 ela saiu da linha Bratz, e voltou em 2004 como uma personagem coadjuvante. Em 2015, uma Bratz, Raya, se juntou a esse reboot e redesign, e tomou o lugar de Meygan como a 5º Bratz Oficial, por conta disso, ela se tornou uma das bonecas Bratz mais odiadas pelo público, em 2016, mesmo Meygan não sendo a 5º Bratz Oficial, ela foi considerada a 5º em alguns produtos da linha do reboot. Todas as Bratz apresentam olhos em forma de amêndoa, adornados com sombra, e lábios fartos e brilhantes. As Bratz atingiram grande sucesso comercial, e a linha de bonecas foi ampliada com uma série de spin-offs, como as Bratz Kidz e as Bratz Babyz, bem como mídia incluindo as personagens, já que a franquia foi convertida em web série, filme, série de TV, álbuns musicais e videogames. Em 2005, as vendas globais foram de dois bilhões de dólares, e, em 2006, as Bratz compreendiam cerca de quarenta por cento do mercado de fashion dolls.
As bonecas Bratz provocaram controvérsias em várias áreas. Desde as proporções estilizadas dos bonecos até as roupas, a marca sempre seguiu as tendências da cultura pop . Durante anos, a MGA Entertainment estava envolvida em uma longa disputa legal com a Mattel sobre os direitos ao design da Bratz. Em 2011, a disputa terminou com a MGA como vencedores.
No início de 2010, Bratz fez um breve hiato após o primeiro processo da Mattel e voltou mais tarde nesse ano para comemorar o décimo aniversário da franquia. Em 2013, a Bratz mudou para ter um corpo mais alto e um logotipo e marca totalmente novos.  MGA Entertainment tomou a decisão de rever completamente a marca Bratz ao longo de 2014, em um esforço para devolver a marca às suas raízes. Como resultado, nenhuma das linhas de produtos Bratz 2014 foi oferecida aos varejistas norte-americanos.
Em julho de 2015, Bratz fez um retorno e um conjunto de bonecas novas foi lançado, apresentando um novo personagem principal chamado Raya para a formação de Cloe, Jade, Yasmin e Sasha, e com um novo slogan e design do site. Os corpos foram alterados para ter 25 cm de altura novamente, mas com um novo molde de corpo e cabeça. Uma webserie de stop motion estreou em agosto de 2015. O aplicativo Bratz foi lançado em setembro de 2015 para acompanhar as novas bonecas e a webserie.
As bonecas Bratz de 2015 tiveram uma recepção negativa dos fãs, que sentiram que as bonecas não possuíam a "paixão pela moda" que as primeiras tinham e acreditavam que a MGA Entertainment os ignoraram e tentou comercializar a marca para o grupo demográfico errado, levando "a paixão pela moda". Devido às baixas vendas das novas bonecas Bratz, apenas duas linhas foram produzidas para o outono de 2016, e a MGA respondeu aos e-mails perguntados sobre o status da marca dizendo que eles estão fazendo uma pausa para fazer fashion dolls. O presidente e CEO da MGA Entertainment, Isaac Larian, anunciou no twitter em 16 de janeiro de 2017 que a Bratz seria relançada pela terceira vez, com muitas mudanças baseadas no feedback dos fãs. Com base nos comentários de muitos antigos fãs de Bratz, eles rejeitaram as novas bonecas Bratz e preferiram as bonecas Bratz lançadas antes do relançamento no outono de 2015 (e até certo ponto, antes do relançamento no outono de 2010). Em 21 de maio de 2017, Larian anunciou no Twitter mais uma vez que a Bratz retornaria no final de 2018. 

## Produtos e história
Embora as bonecas Bratz tenham saído mal em sua estreia em 21 de maio de 2001 - principalmente devido ao antigo monopólio da Barbie - sua popularidade aumentou no Natal seguinte. Nos seus primeiros cinco anos, 125 milhões de produtos foram vendidos em todo o mundo,  e, em 2005, as vendas globais de produtos Bratz chegaram a dois bilhões de dólares. Em 2006, um analista de indústria de brinquedos indicou que as Bratz tinha capturado cerca de quarenta por cento do mercado de bonecas de moda, em comparação com os sessenta por cento da Barbie. 
A linha original de bonecas gerou uma série de spin-offs, como Bratz,Bratz Boyz, Bratz Kidz, Bratz Babyz, Itsy Bitsy Bratz, Bratz Lil 'Angelz, Be-Bratz e Bratz Petz, bem como filmes, música Álbuns, jogos de vídeo e DVDs interativos.
Veja também: Lista de personagens Bratz
O sucesso das quatro bonecas originais gerou um quarteto de bonecas semelhantes em 2002 e 2003. Conjuntos de gêmeos também foram introduzidos. As bonecas foram vendidas separadamente e em ambientes temáticos. Acessórios como playsets, móveis e carros também são lançados.
Veja também: Lista de Bratz Dolls
Quatro Bratz Boyz foram lançados em 2002 com outros estreando em 2003, 2007 e 2008. Bratz também inclui Bratz Boyz & Twiinz.
Lil 'Bratz (2002) são versões em miniatura do original cinco Bratz e eventualmente incluído Lil' Boyz baseado no Bratz Boyz. Em 2007, uma linha de roupas foi lançada chamada Lil 'Bratz Couture.
Artigo principal : Bratz Babyz
Bratz Babyz estreou em 2004 com acessórios infantis, como garrafas e cobertores. Personagens da linha Bratz regular foram lançados como Babyz. Bratz Lil 'Angelz (2007) são a versão recém-nascidas de Bratz Babyz. Menor do que o habitual Bratz Babyz, eles incluem seus próprios recém-nascidos.
Bratz Petz estreou em 2004 e foi descontinuado em 2006. Eles eram brinquedos de pelúcia semelhante a raposas, gatos e cães com suas próprias sacolas, roupas e acessórios. Bratz Petz foram relançados na Austrália e no Reino Unido com cabeças bobble e acessórios.
Artigo principal : Bratz Kidz
Bratz Kidz, o "garoto" equivalente das bonecas adolescentes Bratz, foi introduzido em 2006. Bratz Boyz Kidz foi introduzido em 2007, estrelado por quatro dos Bratz Boyz. O lançamento do Bratz Boyz Kidz, a roupa foi mudada de tecido para plástico snap-ons.
As bonecas Be-Bratz (2007) foram projetadas para a personalização do proprietário. Com uma chave USB Be-Bratz, o dono da boneca pode levar uma boneca Be-Bratz online, nomeá-la e criar uma homepage social online. Os jogos podem ser jogados com a conta Be-Bratz para adquirir acessórios para a boneca.
Em agosto de 2010, para comemorar o 10 º aniversário da franquia, a MGA lançou suas primeiras bonecas Bratz no que era então, um ano.  Além de duas coleções de "retorno", a MGA também lançou 10 novas personagens Bratz femininas em 10 de outubro de 2010. Bratz Party e Bratz falantes estavam em Target , Toys "R" Us e lojas Walmart . [ Dubious - discutir ] 
Artigo principal : Bratzillaz (Casa de Witchez)
No outono de 2012, os Bratzillaz foram lançados como uma linha de spin-off, retratando os 'primos bruxos' das Bratz.
Em 2013, a Bratz adquiriu um novo logotipo, um novo slogan, e as bonecas todos obtiveram novos corpos com braços articulados, com uma altura para combinar com seus concorrentes Barbie , mantendo seus rostos únicos, e desportivas novidades. Somente Cloe, Yasmin, Jade, Sasha, Meygan, Fianna, Shira, Roxxi e Phoebe foram feitos nos novos corpos.
Em janeiro de 2014, foi revelado que o Bratz iria em outro hiato (mas só para os Estados Unidos) durante um ano inteiro, em uma tentativa de reconstruir a marca. Esta decisão foi tomada devido à diminuição da popularidade da marca após seu hiato anterior em 2010, que resultou da ação judicial contra a Mattel. A MGA Entertainment sentiu que se apressou o retorno da Bratz no outono de 2010 para comemorar o 10º aniversário da marca, e a empresa queria dar a Bratz o retorno que realmente mereceu.
A Bratz retornou em julho de 2015 com a introdução de Raya, um novo personagem (apesar de compartilhar o mesmo nome com um personagem anterior), para acompanhar os quatro principais originais. O logotipo Bratz também foi revertido para o original e um novo slogan foi adotado.

### Controvérsias
O grupo de pais ''Dads and Daughters'' ficaram indignados com o lançamento da coleção Bratz Secret Date (encontro secreto). As bonecas foram empacotadas com uma menina Bratz na metade direita da caixa (Cloe, Yasmin, Jade, Sasha, Meygan, ou Nevra) e combinadas com um boneco da linha Bratz Boyz misterioso atrás da porta à esquerda. Uma janela mostrando os pés do boneco forneceria uma pista para qual boneco Boyz era, especialmente importante na busca do boneco Bryce raro, disponível em apenas 1 de cada 24 caixas. O grupo queixou-se de que as bonecas enviaram uma mensagem negativa, disseram que estavam forçando as meninas a crescerem muito cedo, e supostamente promovendo a ideia de fugir da casa para ir em encontros ''cegos'' com estranhos. Eles também criticaram acessórios que pareciam ser garrafas de champanhe e óculos, e pediram a MGA para remover as bonecas do mercado. A MGA realizou os pedidos rapidamente.
Em 21 de dezembro de 2006, o Comitê Nacional do Trabalho anunciou que os trabalhadores da fábrica na China , que produzem bonecas Bratz, trabalharam 94,5 horas por semana, enquanto a fábrica pagou apenas 0,515 dólares por hora. O custo do trabalho por boneca foi de US $ 0,17. O preço de varejo de uma única boneca varia entre US $ 9,99 a US $ 22,99, dependendo dos itens incluídos e varejista específico. 
As alegações no relatório descrevem práticas encontradas em muitas fábricas chinesas que produzem produtos da marca para exportação. Incluem as horas extraordinárias obrigatórias que excedem o máximo legal de 36 horas por mês, forçando os trabalhadores a permanecer no trabalho para cumprir quotas de produção rigorosas e a negação de licença de doença paga e outros benefícios .O relatório mostra cópias do que diz ser "folhas de batota" distribuídas aos trabalhadores antes que os auditores do Walmart ou outros clientes cheguem para certificar-se de que a fábrica passa inspeções destinadas a garantir que o fornecedor atenda às normas laborais. Os trabalhadores da fábrica pretendiam entrar em greve em janeiro de 2007 para protestar contra os planos dos gerentes de fábrica de colocar todos os funcionários em contratos temporários, negando-lhes a proteção legal necessária para os funcionários de longo prazo. 
Após o anúncio, o CEO da MGA Entertainment, Isaac Larian enviou uma declaração em 24 de dezembro de 2006, via e-mail para um site de fãs da linha de bonecas, Bratz World,e mais dois dias depois para Playthings Magazine afirmando que A informação é falsa e a empresa não está familiarizada com a empresa mencionada no relatório e a MGA usa fábricas de primeira linha no "oriente" para fazer suas mercadorias, como a Mattel e a Hasbro. Larian disse que nunca ouviu falar da notícia ou da "organização que está por trás dessa campanha negativa e falsa imediatamente antes do último fim de semana de compras de férias". 
Em 2007, Preocupações sobre a imagem corporal e o estilo de vida que as bonecas Bratz supostamente promoveram foram levantadas pela Associação Americana de Psicologia depois que eles estabeleceram sua "Task Force sobre a Sexualização das Meninas". Em seu relatório publicado, eles citaram preocupação sobre a sexualidade de adulto como as bonecas Bratz alegadamente retratado. O relatório foi criticado por uma aparente falta de evidência e dados de apoio. 
As Bratz não foram as únicas bonecas a serem criticadas neste relatório,  que destacou não só brinquedos, mas também outros produtos e os meios de comunicação mais amplos. No Reino Unido , um porta-voz das Bratz defendeu a linha de brinquedos dizendo que a mesma é comprada por over-eights e é voltada para o mercado de pré-adolescentes e adolescentes. Eles são para garotas de 10 a 18 anos,  e que o foco nas bonecas enquanto olhava não era a sexualização e que a amizade também era um foco-chave das bonecas Bratz. 
O porta-voz citou o Dr. Brian Young, da Universidade de Exeter , dizendo que "os pais podem se sentir estranhos , mas eu não acho que as crianças vejam as bonecas tão sexy. Isaac Larian, em comentários feitos à BBC , expressou a opinião de que o relatório era um "monte de lixo" e que as pessoas que o escreveram estavam agindo de forma irresponsável''. 

### Ações legais
A gama de bonecas Bratz afetou a venda da boneca da Mattel, a Barbie. Em 2004, os números de vendas mostraram que as bonecas Bratz superaram as bonecas Barbie no Reino Unido, embora a Mattel tenha sustentado que, em termos de bonecas, roupas e acessórios vendidos, a Barbie continuou a ser a marca líder. Em 2005, os números mostraram que as vendas de bonecas Barbie tinham caído em 30% nos Estados Unidos e em 18% em todo o mundo, com grande parte da queda atribuída à popularidade das bonecas Bratz. 
Em abril de 2005, a MGA Entertainment entrou com uma ação judicial contra a Mattel, alegando que a linha " My Scene'', (minha cena), da empresa de bringuedos Mattel havia copiado o olhar ''doe-eyed'', (olhar de corça), das bonecas Bratz. 
A Mattel processou a MGA Entertainment por US $ 500 milhões, alegando que o criador da Bratz, Carter Bryant, estava trabalhando para a Mattel quando desenvolveu a ideia para a Bratz.  Em 17 de julho de 2008, um júri federal decidiu que Bryant tinha criado as Bratz enquanto ele estava trabalhando para a Mattel, apesar da alegação da MGA de que Bryant não tinha sido empregado pela Mattel na época e a afirmação de Bryant que ele tinha projetado a Bratz entre Dois períodos separados de emprego na Mattel. O júri também decidiu que a MGA e seu CEO Isaac Larian eram responsáveis pela conversão de propriedade da Mattel para seu próprio uso e intencionalmente interferindo com os deveres contratuais devidos por Bryant à Mattel.  Em 26 de agosto,
Em 3 de dezembro de 2008, o juiz distrital dos Estados Unidos Stephen G. Larson concedeu uma injunção permanente solicitada pela Mattel contra a MGA.  Posteriormente, em 10 de dezembro de 2009, o Tribunal de Apelações dos Estados Unidos para o nono circuito concedeu a MGA uma suspensão imediata da injunção, interrompendo assim a retirada iminente de todos os produtos Bratz, garantindo que os varejistas pudessem continuar a vender e que a MGA pudesse produzir o produto Bratz através de pelo menos a decisão final do Tribunal sobre o assunto. Em sua declaração inicial, o Tribunal sugeriu que a decisão anterior de Larson era "draconiana" e tinha ido longe demais na concessão da propriedade de toda a franquia Bratz à Mattel. A Corte de Apelações também ordenou MGA e Mattel para resolver a sua disputa extrajudicial.  Numa declaração da MGA,
Em 22 de julho de 2010, o Tribunal de Apelações do Nono Circuito declarou que a propriedade da franquia Bratz pertencia à MGA Entertainment. A Corte de Apelações rejeitou a decisão original do Tribunal Distrital para a Mattel, na qual a MGA Entertainment foi condenada a renunciar a toda a marca Bratz - incluindo todos os direitos autorais registrados e marcas registradas do nome Bratz - à Mattel. O painel do Tribunal de Apelação disse que o juiz Larson abusou de sua discricionariedade com sua decisão para Mattel, concluindo que o contrato de trabalho de Bryant poderia ter, mas não necessariamente, cobrir ideias como fez desenhos, processos, programas de computador e fórmulas, que são Todos mais concretos. 
Além do litigation para a propriedade e o controle da propriedade das Bratz, em 20 de outubro de 2009, o artista Bernard "Butch" Belair arquivou uma ação nova da violação do projeto de encontro a Mattel e a MGA no tribunal federal de Manhattan, procurando dano não especificado. Belair afirmou que seus desenhos de direitos autorais de mulheres jovens com "grandes cabeças, olhos ovais, corpos pequenos e pés grandes", que ele criara para a casa de grife Steve Madden , foram "roubados" quando Carter Bryant, Que ele tinha sido inspirado por Steve Madden sapato anúncios que ele viu na revista Seventeen . Belair diz que nem a MGA nem a Mattel "buscaram ou obtiveram permissão ... para copiar, reproduzir, criar trabalhos derivados ou distribuir" sua "obra protegida por direitos autorais.  Em 2011, MGA prevaleceu sobre Belair. A juíza Shira Scheindlin, do Tribunal de Distrito dos EUA para o Distrito Sul de Nova York, disse em um julgamento sumário emitido quarta-feira que "Belair não pode monopolizar o conceito abstrato de uma mulher absurdamente de cabeça grande, longa, atraente e elegante". 
A Mattel Inc. e a MGA Entertainment Inc. retornaram ao tribunal em 18 de janeiro de 2011 para renovar sua batalha sobre quem é dono da Bratz, que desta vez inclui acusações de ambas as empresas que o outro lado roubou segredos comerciais.  Em 21 de abril de 2011, um júri federal retornou um veredicto apoiando MGA.  Em 5 de agosto de 2011, Mattel também foi condenado a pagar MGA $ 310 milhões por honorários advocatícios, roubar segredos comerciais e falsas alegações, em vez dos US $ 88,5 milhões emitidos em abril. 
Em julho de 2012, a MGA Entertainment processou Lady Gaga por US $ 10 milhões por causar, de acordo com a BBC, "atrasos" deliberados para o lançamento de uma boneca com base em sua imagem ". 
O Nono Circuito desocupou sem prejuízo a sentença de US $ 170 milhões de 2008 contra a Mattel por motivos processuais em janeiro de 2013. Em 13 de janeiro de 2014, a MGA apresentou uma queixa no tribunal estadual da Califórnia, buscando mais de US $ 1 bilhão. Esta ação está atualmente pendente. 

## Filme
Houve uma série de animação Bratz direto para filmes de vídeo . Bratz Vá para Paris: The Movie é um relançamento dos três episódios de Bratz onde a Bratz vai para Paris. Bratz Babyz Save Christmas , originalmente lançado em 2008, foi re-lançado em 2013 como Bratz Babyz Save Christmas: The Movie . Bratz: O Filme de 2007 é o único longa-metragem da Bratz. Foi co-produzido pela MGA Entertainment . O enredo envolve as quatro meninas Bratz iniciando o ensino médio. Ele recebeu críticas esmagadoramente negativo de fãs e críticos; O consenso Rotten Tomates lê: "Cheio de mensagens misturadas e duvidosos modelos,
Animação tradicional
- Bratz: Starrin & Stylin (4 de agosto de 2004)
- Bratz Babyz: O filme (12 de setembro de 2006)

Animação por computador
- Bratz: Rock Angelz (5 de outubro de 2005)
- Bratz: Genie Magic (11 de abril de 2006)
- Bratz: Forever Diamondz (26 de setembro de 2006)
- Bratz: fashion Pixiez (27 de fevereiro de 2007)
- Bratz Kidz: Sleep-Over Adventure (31 de julho de 2007)
- Bratz Super Babyz (9 de outubro de 2007)
- Bratz Kidz: Fairy Tales  (26 de fevereiro de 2008)
- Bratz: Girlz Really Rock (22 de setembro de 2008)
- Bratz Babyz: Save Christmasl (5 de novembro de 2008)
- Bratz: Pampered Petz (5 de outubro de 2010)
- Bratz: Desert Jewelz (10 de janeiro de 2012)
- Bratz: Go to paris: O filme (8 de outubro de 2013)
- Bratz Babyz Save Christmas: O Filme (5 de novembro de 2013)

Ao vivo
- Bratz: O filme (3 de agosto de 2007)

### Série de TV

#### Bratz
Artigo principal : Bratz (série de TV)
Bratz tinha uma série de televisão animada por computador intitulada Bratz , baseada na linha de bonecas. Foi produzido por Mike Young Productions e MGA Entertainment, e estreou no Kabillion , 4Kids TV , e no Canal 5 . Tornou-se um hit instantâneo, com classificações mais elevadas vão CITV transmissões.

#### Bratz Design Academy:
Começando em outubro de 2008, a Nickelodeon exibiu um reality show com tema Bratz , Bratz Design Academy , no qual os jovens de 9 a 14 anos competem no Project Runway , com o vencedor projetando roupas para uma linha britânica de bonecas Bratz.  O espetáculo foi nomeado para um British Academy Children's Awards . 

#### Bratz Rock:
MGA estreou uma série de web em 10 de outubro de 2010 chamado Bratz Rock no YouTube. Ele gira em torno do Bratz como eles entram em um concurso de música realizada pela estrela de música de ficção "Whisper", e como eles se aproximam de terminar a sua canção para o concurso, eles também descobre a verdadeira identidade Whisper. O primeiro episódio do show foi recebido com reações mistas de fãs Bratz. A partir de 14 de outubro de 2010, a série foi anunciada como adiada, enquanto passando por mudanças.

#### Bratz Makin Makin' The Band
Em 24 de janeiro de 2011, Morgan Mendieta, um homem contratado pela MGA Entertainment para criar um teaser para uma próxima série de reality shows da Bratz, divulgou um rascunho do teaser em seu blog.  O show, intitulado Bratz Makin 'The Band , é um reality show de competição de talentos on-line, no qual os fãs da Bratz formarão bandas e competirão através do canal do Bratz no YouTube. As cinco últimas bandas serão levadas para Hollywood, Califórnia, onde serão seguidas e entrevistadas por repórteres. Os vencedores receberão vários prêmios, incluindo guitarras elétricas. O teaser vazou também confirmou o lançamento de um DVD Bratz que deve sair no outono de 2011, também intitulado Bratz Makin 'The Band .

#### Bratz what's up
Artigo principal : Bratz (web series)
Em agosto de 2015, uma nova série de web stop-motion estreou no YouTube. MGA confirmou que haveria 10 episódios para a primeira temporada. A primeira temporada foi compilada em um vídeo de 25 minutos intitulado Bratz: Friends Forever na Netflix.  A série da correia fotorreceptora foi vista na TV em Kabillion .
Temporada 1
- Episódio 1: Selfie - The Bratz pack design um photobooth para ter melhores selfies.
- Episódio 2: Skate or Chick - Cloe e Yasmin decidem construir um galinheiro no jardim, mas Jade também planejou construir um half-pipe no jardim.
- Episódio 3: Cupcake Crash - Sasha ajuda Cloe a superar seu vício com um novo aplicativo de videogame.
- Episódio 4: Bunny vs Cat - Jade e Sasha entrar em uma competição para ver qual dos seus animais de estimação vai atrair mais clientes.
- Episódio 5: What's Your Zen? - Yasmin ajuda Jade a encontrar seu zen quando ela não consegue se concentrar em suas tarefas.
- Episódio 6: if the Shoefie Fits - Raya começa uma nova tendência quando ela vai para a classe vestindo dois sapatos diferentes.
- Episódio 7: Put Your Thinking Crowns On  - O pacote Bratz usa suas "coroas de pensamento" para ajudar Sasha a encontrar algo para usar no show de talentos.
- Episódio 8: Blackout Campout - O pacote Bratz ajuda Jade a superar seu medo do escuro quando o poder se apaga.
- Episódio 9: Snow In Love - Yasmin e o pacote Bratz ajudam a animar Raya depois de voltar de uma divertida viagem de esqui.
- Episódio 10: Behind the Scenes - O pacote Bratz cria um comercial para anunciar o Shoppe CIY.

### Discografia
Artigo principal : Discografia de Bratz
- Bratz: Rock Angelz Soundtrack (2005) Mais na IMDb.com »
- Bratz: Genie Magic Soundtrack (2006) - Elenco e equipe de filmagem
- Bratz: Forever Diamondz Soundtrack (2006) Mais na IMDb.com »
- Bratz: Moda Pixiez Soundtrack (2007)
- Bratz: Girlz Really Rock Soundtrack (2008)

### DVDs interativos
- Livin 'It Up com o Bratz (2006)
- Bratz: Glitz 'n' Glamour (2006)
- Lil 'Bratz: Party Time (2008) Referências

1. 1 2 3  Talbot, Margaret (5 de dezembro de 2006). «Little hotties: Barbie's new rivals». The New Yorker. Consultado em 7 de dezembro de 2008